# Třída Arethusa
Třída Arethusa byla třída lehkých křižníků Royal Navy. Jednalo se o zmenšenou verzi třídy Leander. Jejich hlavním úkolem byla ochrana obchodních tras. Celkem byly postaveny čtyři jednotky této třídy. Ve službě byly od roku 1935. Všechny byly nasazeny ve druhé světové válce. Dvě jednotky byly potopeny. Jejich zahraničními uživateli se stala Čínská republika a Čínská lidová republika. Křižníky třídy Arethusa se ve službě velice osvědčily a jejich upravený trup byl použit také při stavbě protiletadlových křižníků třídy Dido.

## Stavba
Tato třída byla odvozena od druhé skupiny lehkých křižníků třídy Leander. Byly však menší a nesly o jednu dělovou věž méně. Jejich hlavní výzbrojí tedy bylo šest 152mm kanónů ve třech věžích. Podobně řešené, avšak o něco slabší bylo také jejich pancéřování. Celkem byly postaveny čtyři jednotky této třídy.
Jednotky třídy Arethusa:
| Jméno    | Loděnice            | Založení kýlu     | Spuštění na vodu | Přijetí do služby  | Status |
| -------- | ------------------- | ----------------- | ---------------- | ------------------ | --- |
| Arethusa | Chatham Dockyard    | 25. ledna 1933    | 6. března 1934   | 23. května 1935    | Prodán do šrotu 1950. |
| Aurora   | Portsmouth Dockyard | 23. července 1935 | 20. srpna 1936   | 12. listopadu 1937 | Roku 1948 předán Čínské republice jako Chung King. Když posádka v občanské válce přešla na stranu komunistů, byl křižník potopem náletem. Později byl vyzvednut, oprava nebyla rentabilní, takže byl využíván jako hulk. |
| Galatea  | Scotts              | 2. června 1933    | 9. srpna 1934    | 14. srpna 1935     | Dne 14. prosince 1941 jej poblíž Alexandrie potopila německá ponorka U-577. |
| Penelope | Harland & Wolff     | 30. května 1934   | 15. října 1935   | 13. listopadu 1936 | Dne 18. února 1944 jej u Anzia potopila německá ponorka U-410. |

## Konstrukce

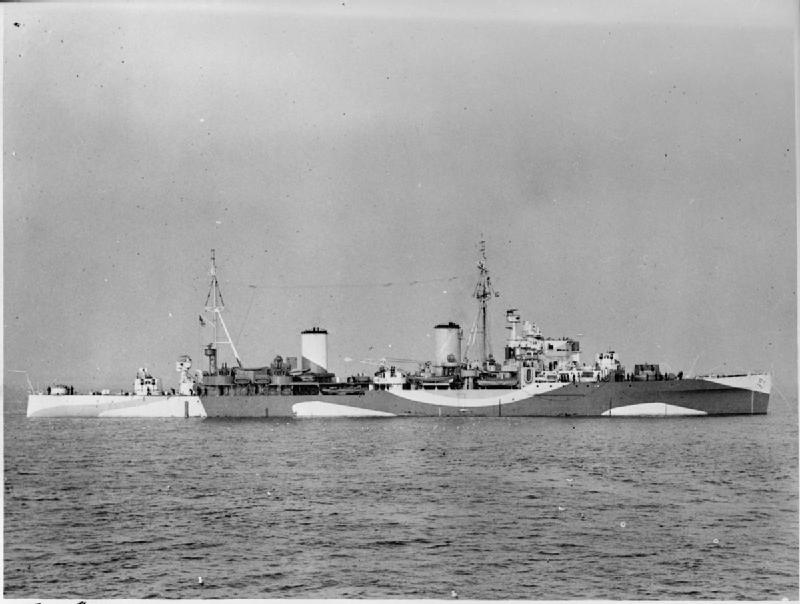
HMS Penelope

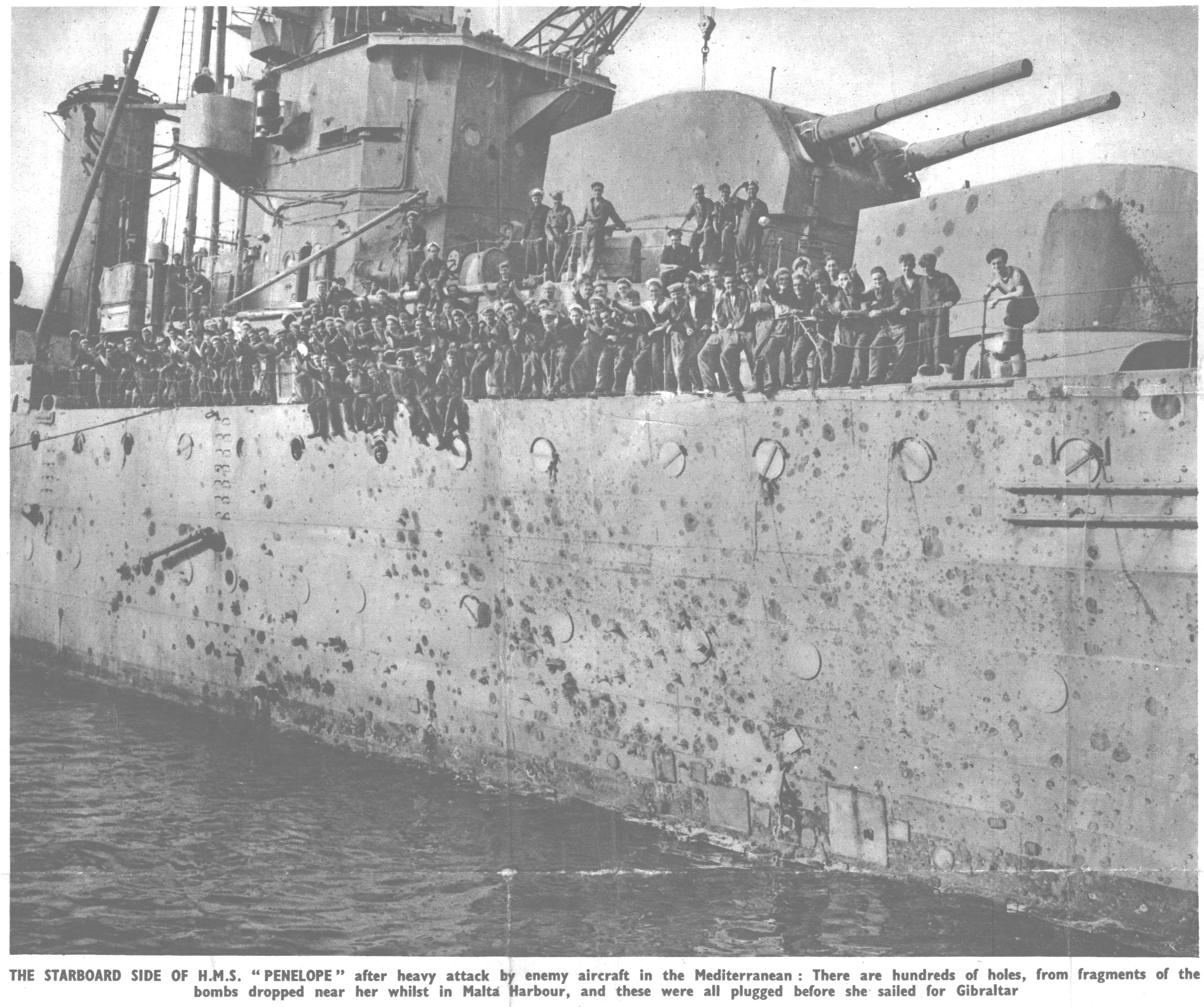
Penelope s trupem poškozeným v boji

Hlavní výzbroj představovalo šest 152mm/50 kanónů Mk.XXIII ve dvoudělových věžích, které doplňovaly čtyři 102mm/45 kanóny QF Mk.V HA (Penelope a Aurora jich nesly osm ve dvouhlavňové lafetaci QF Mk.XVI HA), osm 12,7mm kulometů Vickers ve dvou čtyřhlavňových postaveních a dva trojhlavňové 533mm torpédomety. Nesen byl katapult a jeden hydroplán (kromě Aurory). Pohonný systém tvořily čtyři kotle a čtyři turbínová soustrojí o výkonu 64   hp, pohánějící čtyři lodní šrouby. Nejvyšší rychlost dosahovala 32,3 uzlů.

### Modifikace
V letech 1940–1941 byl odstraněn katapult a hydroplán. Za války byla posilována protiletadlová výzbroj. Na křižnících Arethusa a Galatea původní 102mm kanóny Mk.V nahradilo osm 102mm kanónů QF Mk.XVI HA ve dvouhlavňové lafetaci. Instalováno bylo rovněž více 40mm a 20mm kanónů.

## Služba
Za druhé světové války tyto křižníky bojovaly především ve Středomoří. Dva byly na tomto bojišti potopeny. Arethusa byla v červenci 1940 součástí svazu, který napadl francouzské válečné lodě kotvící v Mers-el-Kébiru. Lehký křižník Galatea potopila 14. prosince 1941 poblíž Alexandrie německá ponorka U-577. Křižník zasažený třemi torpédy se potopil během tří minut. Křižník Penelope potopila 18. února 1944 u Anzia německá ponorka U-410. Nejprve jej při plavbě rychlostí 26 uzlů zasáhla jedním torpédem a o 16 minut později jej druhým definitivně potopila.

## Zahraniční uživatelé
- Čínská republika

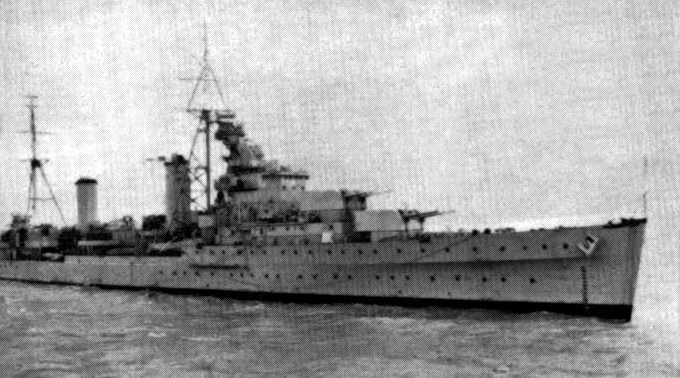
Chung King (ex Aurora)

Námořnictvo Čínské republiky – Roku 1948 byla Aurora prodána námořnictvu Čínské republiky. Křižník od 19. května 1948 sloužil jako Chung King, ale 2. března 1949 s ním jeho posádka přešla na stranu Čínské lidové republiky.
- Čína

Námořnictvo Čínské lidové osvobozenecké armády – Dne 2. března 1949 přešel křižník Chung King s posádkou na stranu ČLR. Následně byl 20. března 1949 v přístavu Taku potopen nacionalistickým letectvem. Křižník byl později vyzvednut, ale oprava by byla příliš nákladná, takže byl hulk využíván jako plovoucí kasárna a skladiště. V 90. letech 20. století byl sešrotován.